# Johan Ehrencreutz
Johan Ehrencreutz, född 7 maj 1705, död 7 augusti 1763 i Frustuna församling, var en svensk hovfunktionär. Han var son till Jesper Ehrencreutz.

## Biografi
Johan Ehrencreutz föddes 1705. Han var son till brukspatronen Jesper Ehrencreutz och Gundborg Andersén. Ehrencreutz blev 2 maj 1715 student vid Uppsala universitet och 22 januari 1732 hovjunkare. Han blev senare kammarherre. Ehrencreutz avled 1763 på Ehrendal i Frustuna socken.

### Egendom
Ehrencreutz ägde Ehrendal, Lundholm och Mälby i Frustuna socken, Hjortsberga i Vårdinge socken och Slagsta i Botkyrka socken..

### Familj
Ehrencreutz gifte sig 24 februari 1747 med Catharina Weller (1714–1785). De fick tillsammans barnen Gundborg Charlotta Ehrencreutz (1748–1789) som var gift med hovmarskalken friherre Aron Gustaf Silfversparre och livdrabanten Johan Jesper Benjamin Ehrencreutz (1752–1774).